# El Gusto
El Gusto è un documentario del 2011 diretto da Safinez Bousbia. Il documentario narra la storia di un'orchestra di musicisti algerini ebrei e musulmani, che si è sciolta in occasione della guerra d'Algeria e che si riunisce per dopo tanti anni.